# Premio El Barco de Vapor
El Premio de Literatura Infantil El Barco de Vapor es convocado anualmente por la Fundación SM con el fin de promover la creación de una literatura para niños que fomente el gusto por la lectura y transmita, con calidad literaria, unos valores humanos, sociales, culturales o religiosos que ayuden a construir un mundo digno.

## Admisión y plazos
A este premio pueden optar todos los escritores que lo deseen siempre que las obras que presenten estén escritas en castellano, sean originales, inéditas y no hayan sido premiadas anteriormente en ningún otro premio o concurso.  Este premio cuenta también con convocatorias en catalán, gallego y euskera, y en diferentes países de Latinoamérica: Argentina, Brasil, Chile, Colombia, México, Perú, Puerto Rico y República Dominicana.

## Dotación
Hasta hace unos años, este galardón estaba dotado con 100.000 euros (convocatoria en castellano en España), una cifra que lo situaba, junto al Premio Gran Angular (de literatura juvenil, también en la editorial SM), entre los de mayor dotación de España en cuanto a premios literarios en general. En 2008, se redujo la dotación a 70.000 euros, después a 50.000, siendo la dotación actual de 35.000 euros. La concesión del premio conlleva la edición y publicación por parte de Ediciones SM de la obra premiada en la colección del mismo nombre, así como el derecho a su distribución y comercialización en todo el mundo.

## Ganadores en anteriores ediciones
| Edición | Año  | Libro ganador                               | Autor                                   |
| ------- | ---- | ------------------------------------------- | --------------------------------------- |
| 1.ª     | 1978 | El Pampinoplas                              | Consuelo Armijo                         |
| 2.ª     | 1979 | Fray Perico y su borrico                    | Juan Muñoz Martín                       |
| 3.ª     | 1980 | Desierto                                    | ---                                     |
| 4.ª     | 1981 | Jeruso quiere ser gente                     | Pilar Mateos                            |
| 5.ª     | 1982 | Cucho                                       | José Luis Olaizola                      |
| 6.ª     | 1983 | Un solo de clarinete                        | Fernando Almena                         |
| 7.ª     | 1984 | Cuentatrapos                                | Víctor Carvajal                         |
| 8.ª     | 1985 | El valle de los Cocuyos                     | Gloria Cecilia Díaz                     |
| 9.ª     | 1986 | El abuelo rojo                              | Isaías Romero Pacheco                   |
| 10.ª    | 1987 | Danko, el caballo que conocía las estrellas | José Antonio Panero                     |
| 11.ª    | 1988 | El «Celeste»                                | Jesús María Merino Agudo                |
| 12.ª    | 1989 | Apareció en mi ventana                      | Alfredo Gómez Cerdá                     |
| 13.ª    | 1990 | El misterio de la mujer autómata            | Joan Manuel Gisbert (1º)                |
| 14.ª    | 1991 | Silvia y la Máquina Qué                     | Fernando Lalana y José María Almárcegui |
| 15.ª    | 1992 | Desierto                                    | ---                                     |
| 16.ª    | 1993 | ¡Canalla, traidor, morirás!                 | José Antonio del Cañizo                 |
| 17.ª    | 1994 | Las alas de la pantera                      | Carlos Puerto                           |
| 18.ª    | 1995 | Lili, Libertad                              | Gonzalo Moure                           |
| 19.ª    | 1996 | La noche del meteorito                      | Franco Vaccarini                        |
| 20.ª    | 1997 | El rey Arturo cabalga de nuevo, más o menos | Miguel Ángel Moleón                     |
| 21.ª    | 1998 | Finis Mundi                                 | Laura Gallego García (1º)               |
| 22.ª    | 1999 | Desierto                                    | ---                                     |
| 23.ª    | 2000 | El cuaderno de Pacha                        | Monique Zepeda                          |
| 24.ª    | 2002 | La leyenda del Rey Errante                  | Laura Gallego García (2º)               |
| 25.ª    | 2003 | El complot de las flores                    | Andrea Ferrari                          |
| 26.ª    | 2004 | Sombra                                      | Paloma Bordons                          |
| 27.ª    | 2005 | Sentido contrario en la selva               | Monique Zepeda                          |
| 28.ª    | 2006 | Ojo de nube                                 | Ricardo Gómez Gil                       |
| 29.ª    | 2007 | Calvina                                     | Carlo Frabetti                          |
| 30.ª    | 2008 | El secreto de If                            | Ana Isabel Conejo y Javier Pelegrín     |
| 31.ª    | 2009 | Simon                                       | Care Santos                             |
| 32.ª    | 2010 | Historia de un segundo                      | Jordi Sierra i Fabra                    |
| 33.ª    | 2011 | Mi vecino de abajo                          | Daniel Nesquens                         |
| 34.ª    | 2012 | El secreto del huevo azul                   | Catalina González Vilar                 |
| 35.ª    | 2013 | Luces en el canal                           | David Fernande Sifres                   |
| 36.ª    | 2014 | El tesoro de Barracuda                      | Llanos Campos                           |
| 37.ª    | 2015 | La vida secreta de Rebecca Paradise         | Pedro Mañas                             |
| 38.ª    | 2016 | Los protectores                             | Roberto García Santiago                 |
| 39.ª    | 2017 | Cómo arreglar un libro mojado               | Roberto Aliaga                          |
| 40.ª    | 2018 | La niña invisible                           | David Peña Toribio (Puño)               |
| 41.ª    | 2019 | Los escribidores de cartas                  | Beatriz Osés García                     |
| 42.ª    | 2020 | ¿Quién quieres ser?                         | Carlo Frabetti                          |
| 43.ª    | 2021 | Un bosque en el aire                        | Beatriz Osés                            |
| 44.ª    | 2022 | Jack Mullet de los Siete Mares              | Cristina Fernández Valls                |
| 45.ª    | 2023 | Más valiente que Napoleón                   | Mónica Rodríguez                        |
| 46.ª    | 2024 | La leyenda del samurái y la mariposa azul   | Pedro Caldas                            |